# Покипси
Поки́пси (англ. Poughkeepsie: /pəˈkɪpsiː/) — город, расположенный в округе Датчесс (штат Нью-Йорк, США), с населением 32 736 человек, по статистическим данным переписи 2010 года. Является окружным центром округа Датчесс.

## География
По данным Бюро переписи населения США Покипси имеет общую площадь в 14,812 квадратного километра, из которых 13,323 кв. километра занимает земля и 1,489 кв. километра — вода. Площадь водных ресурсов составляет 10 % от всей его площади.
Город Покипси расположен на высоте 61 метр над уровнем моря.

## Демография
По данным переписи населения 2010 года в Покипси проживало 32 736 человек. Средняя плотность населения составляла около 2457,1 человека на один квадратный километр.
Расовый состав города по данным переписи распределился следующим образом: 16 649 (50,9 %) — белых, 10 967 (33,5 %) — чёрных или афроамериканцев, 528 (1,6 %) — азиатов, 299 (0,9 %) — коренных американцев, 20 (0,1 %) — выходцев с тихоокеанских островов, 2798 (8,5 %) — других народностей, 1475 (4,5 %) — представителей смешанных рас. Испаноязычные или латиноамериканцы составили 19,5 % от всех жителей (6384 человека).
Население по возрастному диапазону по данным переписи распределилось следующим образом: 7268 человек (22,2 %) — жители младше 18 лет; 5180 человек (15,8 %) — от 18 до 24 лет; 5026 человек (15,4 %) — от 25 до 34 лет; 5730 человек (17,5 %) — от 35 до 49 лет; 5275 человек (16,1 %) — от 50 до 64 лет и 4257 человек (13 %) — в возрасте 65 лет и старше. Средний возраст жителей составил 32,4 года. Женщины составили 52 % (17 016 человек), мужчины 48 % (15 720 человек).